# Oštrulja
Oštrulja ili oštrulj (lat. Aulopyge huegelli) slatkovodna je riba iz porodice šarana (Cyprinidae). Endem je Hrvatske i Bosne i Hercegovine, i jedini predstavnik  roda Aulopyge na svijetu. Živi u vodama Cetine, Krke, Čikole i Zrmanje, a česta je i u ponornicama u kršu oko Duvanjskog, Livanjskog i Glamočkog polja. Zimi i kada nadzemne vode presuše oštrulje se sele u mračno podzemlje.  Staništa su joj grožena pregradnjom i regulacijom rijeka.
Glava joj je uska i jako zašiljena, usta mala i potkovasta, s četiri brčića. Žućkastosive je boje s crnosmeđim mrljama i točkama na bokovima i leđima. Naraste do 20 cm. Naziv oštrulja ili oštrulj dobila je zbog tvrde bodlje s nazubljenim unutarnjim rubom u leđnoj peraji. Bočna pruga joj je valovita. Tijelo oštrulje u pravilu je bez ljusaka, golo, što je česta prilagodba životu u podzemlju.
Žive u jatima, hrane se planktonom, algama i obraštajem na biljkama ili ličinkama vodenih kukaca. Imaju četiri ždrijelna zuba kojima se služe za gutanje plijena.
Pare se za visokog vodostaja u proljeće. Ženka ima cjevčicu za odlaganje jaja koja je srasla s prvom šipčicom podrepne peraje. Tisuće jaja polaže u pukotine i među korijenje, a mužjak ih oplođuje plivajući uz nju.